# Liebe Gottes (Stolln)
Liebe Gottes war eine Fundgrube mit Stolln im Bergrevier Johanngeorgenstadt im sächsischen Erzgebirge.

## Lage
Der Liebe Gottes Stolln wurde am Mittleren Fastenberg im Külliggutgelände unweit von Johanngeorgenstadt bei 796 m ü. NHN angeschlagen. Unweit davon entspringt das Kirschbächel. Die erste Mutung der Fundgrube und des Stollns fand im Quartal Luciae des Jahres 1706 statt. Der Stolln befindet sich etwa 70 m nordwestlich des Treue Freundschaft Stollns. Zwischen 1715 und 1722 wurden ca. 18,5 kg Silber ausgebracht. Allerdings war der Rezess bis zum Jahr 1722 auf 12.734 Gulden angestiegen. Ab 1737 war das Berggebäude Liebe Gottes mit dem Elias Stolln vereinigt. Das Stollnmundloch ist heute verschüttet.